# Kościół Najświętszej Marii Panny w Norymberdze

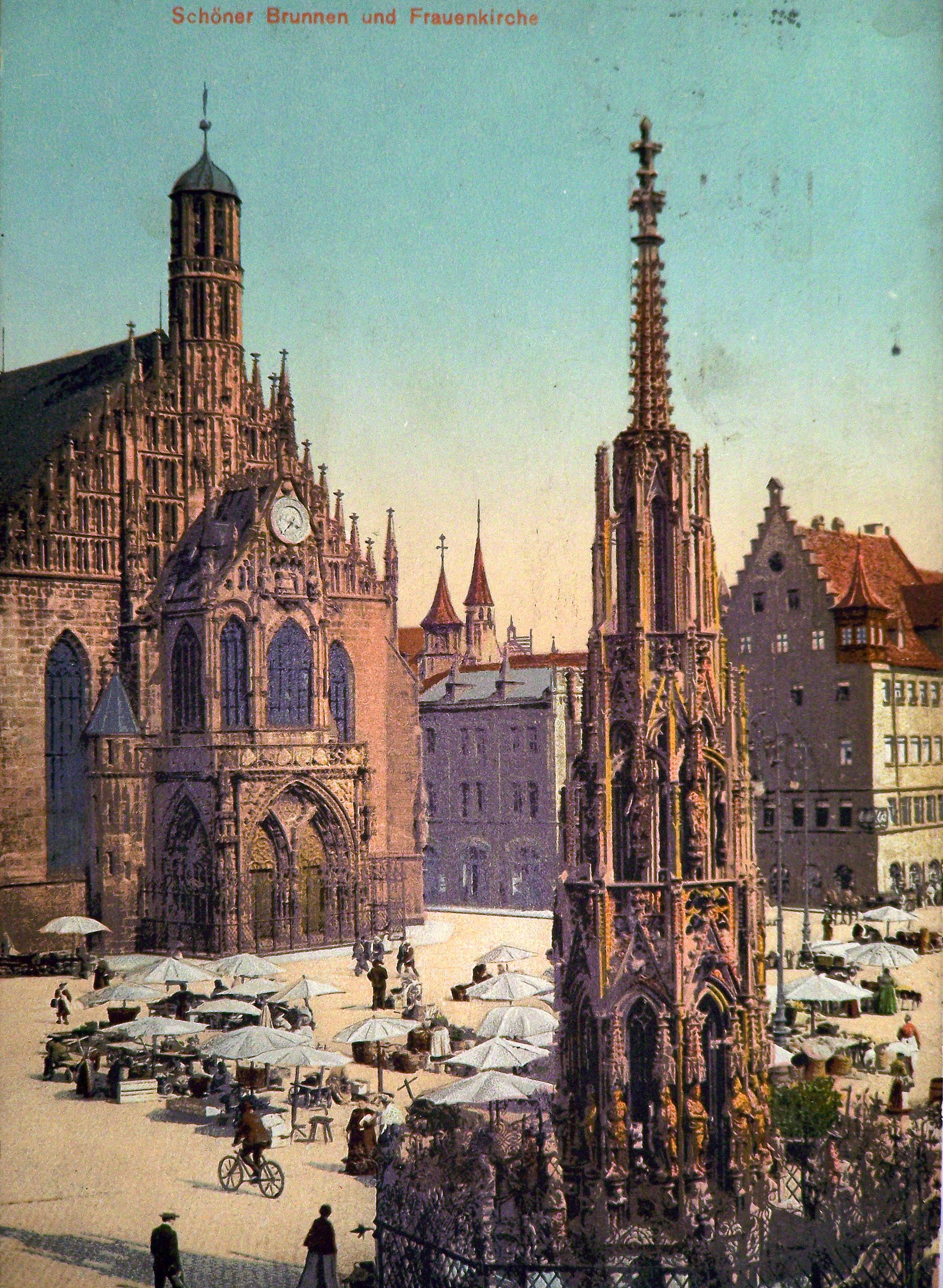
Piękna Studnia i kościół Mariacki na widokówce z 1913 roku

Kościół Najświętszej Marii Panny (Frauenkirche) – gotycki kościół w Norymberdze, we Frankonii (Bawaria Niemcy). Świątynia została ufundowana w 1352 przez Karola IV Luksemburskiego – króla Czech i Niemiec, od 1355 cesarza rzymskiego. W efekcie budowy, która trwała w latach 1352–1362 powstała niewielka, bogato zdobiona świątynia będąca swego rodzaju kaplicą dworską, składająca się z trójnawowego, halowego korpusu nawowego oraz wydzielonego, dwuprzęsłowego poligonalnie zamkniętego prezbiterium, do którego od strony południowej przylega zakrystia. Dominantą kościoła NMP jest część zachodnia z bogato dekorowaną elewacją korpusu nawowego oraz przylegającej do niego kruchty, ponad którą wznosi się kaplica Świętego Michała, z której cesarz prezentował na widok publiczny relikwie i insygnia władzy cesarskiej. Zachowała się w znacznej części gotycka dekoracja architektoniczno-rzeźbiarska i wystrój wnętrza, m.in. dekoracja rzeźbiarska kruchty (XIV i XV w.), zespół rzeźbiarskich epitafiów dłuta Adama Krafta, figury i świeczniki przyścienne prezbiterium oraz retabulum ołtarza głównego – tzw. Ołtarz Tucherów datowany na 1445 rok.
Wraz z ewangelickimi kościołami Świętego Sebalda i Św. Wawrzyńca, należy do głównych zachowanych zabytków sakralnych miasta. Jest położony na Hauptmarkt – głównym rynku miejskim na którym stoi XIV-wieczna Piękna Studnia, tworząca wraz z kościołem NMP malowniczy gotycki akcent.

## Dzieje

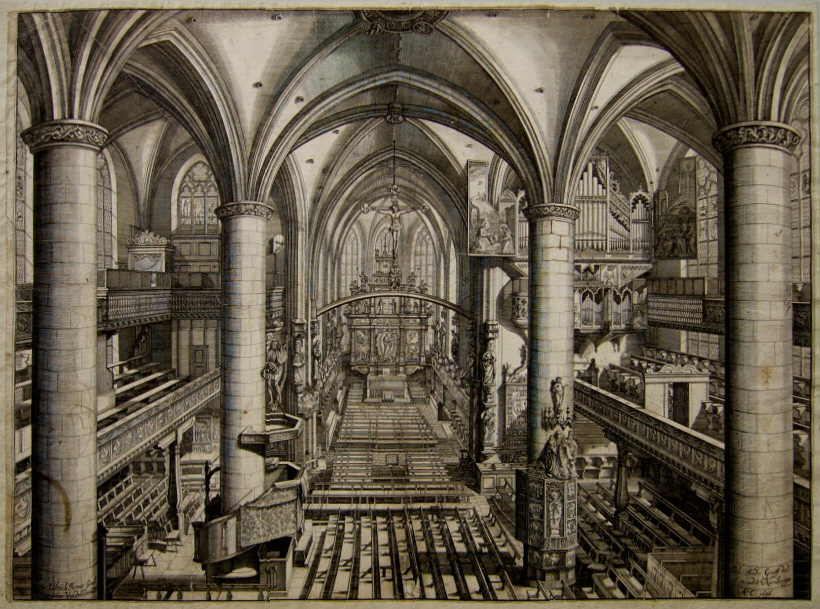
Widok wnętrza kościoła w 1696 roku.

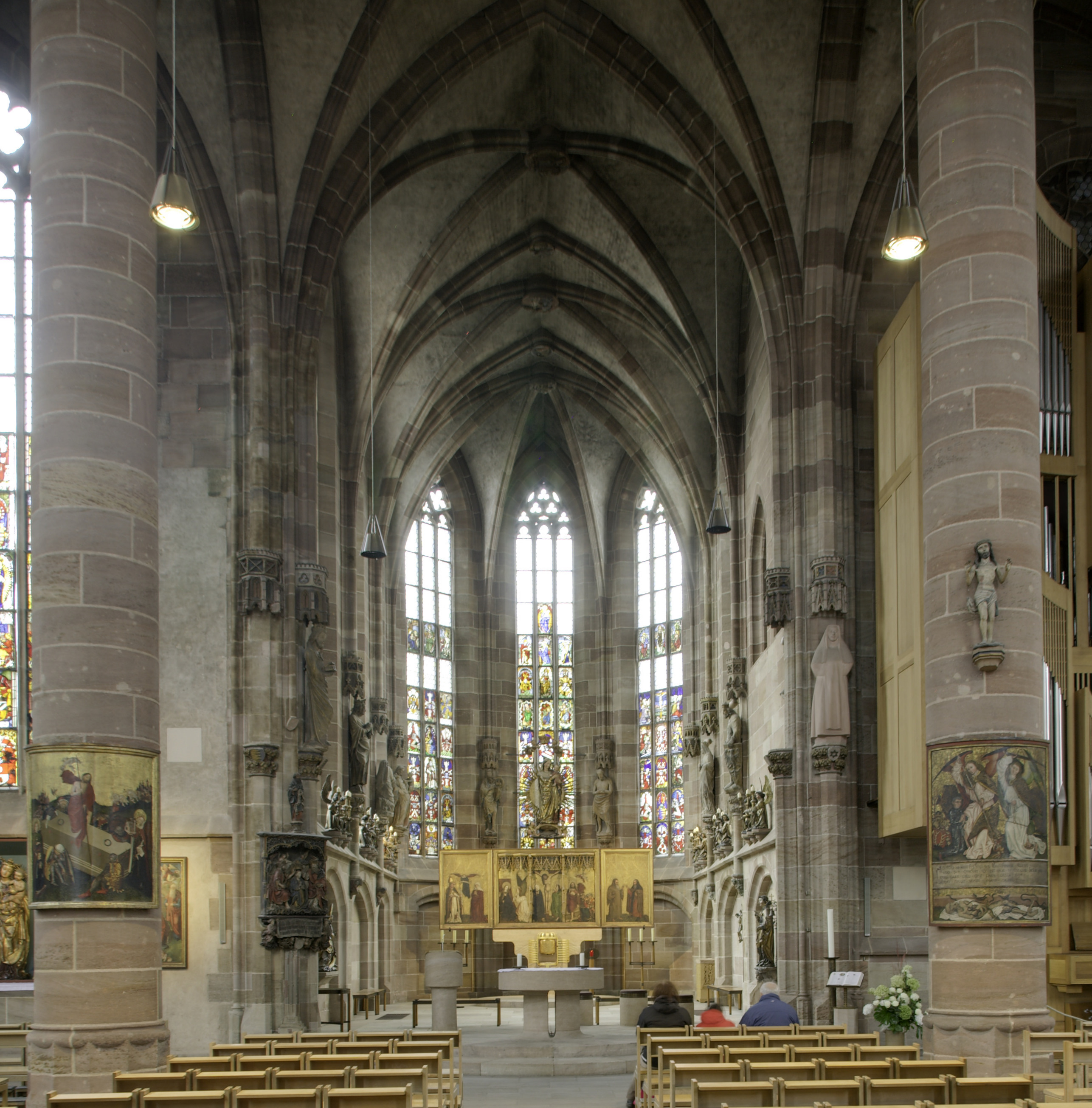
...i dziś

Historia kościoła Najświętszej Marii Panny ściśle wiąże się z dziejami powstania rynku i urbanizacją Norymbergi w XIV stuleciu. 

### Okoliczności powstania kościoła
Początkowo rozwój przestrzenny Norymbergi koncentrował się wokół dwóch ośrodków miejskich oddzielonych rzeką Pegnicą. U stóp zamku powstała górna część Starego Miasta, należąca do diecezji bamberskiej z głównym kościołem Świętego Sebalda, dolna zaś położona na południe (wraz z kościołem Świętego Wawrzyńca) należała do diecezji Eichstätt. Pomiędzy tymi ośrodkami w sąsiedztwie kościoła Św. Sebalda powstała w XIII wieku dzielnica żydowska z synagogą. W 1323 roku obie części miasta otoczono wspólnym systemem obwarowań, a miasto przeżyło gospodarczy progres, stąd też koniecznością było założenie głównego placu handlowego. Początkowo dobre stosunki między królem niemieckim, radą miejską a gminą żydowską uległy gwałtownemu zaostrzeniu. Karol IV potrzebując poparcia w drodze na tron cesarski przychylił się propozycji rajców, którzy planowali w miejscu gminy żydowskiej założyć rynek. Konsekwencje wydanego przez cesarza dokumentu (Markturkunde) akceptującego postulaty rajców były brutalne, pod koniec 1349 roku doszło do pogromu Żydów i zburzeniu synagogi. Zginęły 562 osoby wyznania mojżeszowego.

### Budowa kościoła i jego znaczenie w średniowiecznej Rzeszy
Akt fundacyjny na budowę kościoła został wydany przez Karola IV w roku 1355, w którym władca otrzymał w Rzymie z rąk papieża Innocentego IV koronę cesarską (5 kwietnia 1355). Dedykowany Najświętszej Marii Pannie kościół miał pełnić rolę nowego centrum zarówno duchowego i politycznego Norymbergi i całym cesarstwie. Tu w kościele zamierzano przechowywać sakralne i świeckie klejnoty należące do cesarza określane mianem „Rzeszą” (Reich) – m.in. crux gemmata z relikwiami Drzewa Krzyża, włócznię oraz koronę, berło i jabłko, jednak ze względu na niewystarczające bezpieczeństwo i przeniesienie punktu ciężkości polityki Karola IV do Czech i Pragi "Rzesza" była przechowywana w pobliskim zamku Karlstejn, jednakże w Norymberdze klejnoty były przez cesarza osobiście prezentowane z usytuowanego nad kruchtą balkonu sąsiadującego z kaplicą, m.in. ze wspomnianej źródłowo okazji, którą były narodziny Wacława, syna cesarza i Anny, następcy Karola IV. Świątynia, której budowę ukończono w 1362 stała się kościołem dworskim Karola IV. Syn władcy i jego żony Elżbiety, cesarz Zygmunt Luksemburski kontynuował tradycję eksponowania klejnotów w kościele NMP, ponadto ten władca sprowadził je z powrotem do Norymbergi, przechowywano je w pobliskim zamku cesarskim w latach 1424–1796, następnie je przewieziono do Ratyzbony i ostatecznie do Wiednia, gdzie znajdują się do dziś. Wiek XV i początek XVI stulecia to okres intensywnego uposażania kościoła w liczne dzieła sztuki.

### Nowożytność i współczesność
W roku 1525 w Norymberdze miała miejsce reformacja, przyjęto luteranizm jako nowe wyznanie. W konsekwencji częściowo przekształcono wystrój wnętrza, dostosowując go do potrzeb liturgicznych (m.in. dodano empory przy ścianach naw bocznych). Część dawnego wystroju uległa zaprzepaszczeniu. Kościół otrzymał nowy, manierystyczny ołtarz główny, organy, kazalnice, znane ze źródeł ikonograficznych. U schyłku XVIII i początku XIX stulecia nastąpiła sekularyzacja dóbr kościelnych Norymbergi, co spowodowało dalszy uszczerbek dla wystroju kościoła NMP.
W roku 1806 Norymberga została wcielona do Królestwa Bawarii. Jedną z głównych zmian władz bawarskich było wprowadzenie wolności wyznania, w wyniku czego w stolicy Frankonii nastąpił podział wyznaniowy, część świątyń (w tym Św. Sebalda i Św. Wawrzyńca) pozostały ewangelickie, natomiast kościół NMP odzyskał funkcję kościoła katolickiego, a ponadto założono przy nim parafię podlegającą biskupstwu bamberskiemu. Pierwsza msza święta miała miejsce w 1816. Wystrój kościoła został wzbogacony o dzieła (gł. późnogotyckie) pochodzące ze zburzonych norymberskich kościołów i klasztorów, który podczas II wojny światowej ewakuowano. W wyniku bombardowań Norymbergi przez siły alianckie kościół został bardzo zniszczony, jednakże w znacznym stopniu szczęśliwie ocalała część zachodnia. Trwająca etapami odbudowa i renowacja świątyni została zakończona w 1991 roku.

## Architektura
Kościół Najświętszej Marii Panny w Norymberdze zamyka od wschodu Rynek Główny (Hauptmarkt) usytuowany między rzeką Pegnitz i wzgórzem zamkowym. W panoramie miasta kościół jest niemalże niewidoczny, lecz za sprawą bardzo bogato zdobionej elewacji frontowej wraz z pobliską Piękną Studnią stanowi charakterystyczny, gotycki akcent rynku i ikoniczną osobliwość miasta.

### Układ przestrzenny, charakterystyka prezbiterium i korpusu nawowego

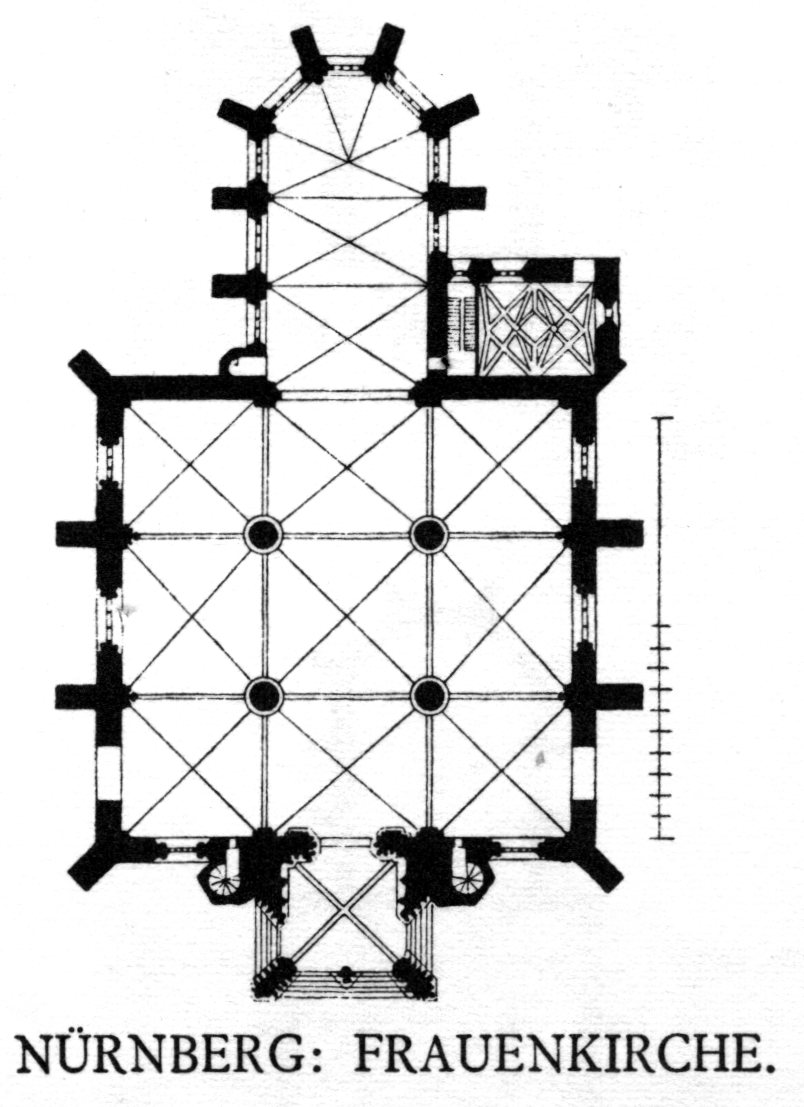
Plan kościoła

Kościół został wzniesiony z ciosu kamiennego. Od wschodu ma wydzielone, dwuprzęsłowe, zamknięte poligonalnie (5/8) prezbiterium, do którego przylega od strony południowej prostokątna w planie zakrystia. Halowy, trójnawowy i trójprzęsłowy korpus nawowy ma układ centralny - kształt zbliżony do kwadratu, układ przestrzenny jest niemal symetryczny; szerokość wszystkich naw i długość przęseł jest bardzo zbliżona, w efekcie część poprzez spójność, zwartość korpus nawowy tworzy zarówno wewnątrz i na zewnątrz „romanizującą”, kubiczną, autonomiczną i monumentalną bryłę, która jest aluzją do cesarskich kaplic pałacowych. W istocie jest to de facto gotycka "wersja" starszej (z około 1170–1780) kaplicy cesarskiej w norymberskim zamku, wzniesionej na zlecenie cesarza Fryderyka I Rudobrodego. Część ta kontrastuje z przylegającą od zachodu prostokątną kruchtą i wzniesioną nad nią kaplicą Świętego Michała – emporą cesarską, która od strony zachodniej jest poligonalnie zamknięta, otwarta na zewnętrzny balkon, gdzie odbywały się prezentacje "Rzeszy" dla zgromadzonego na rynku ludu. Wnętrze jest nakryte sklepieniem krzyżowo-żebrowym, wspartym na przylegających do ścian służkach oraz czterech masywnych, cylindrycznych filarach korpusu nawowego. Oszkarpowane na zewnątrz (w narożach korpusu cztery masywne, diagonalnie ustawione przypory) ściany mają ostrołukowe okna, z dekoracją maswerkową, częściowo są przeszklone gotyckimi witrażami. Prócz głównego, reprezentacyjnego wejścia przez kruchtę zachodnią, portale znajdują się w zachodnich przęsłach korpusu nawowego, natomiast dojście do prezbiterium wiedzie pośrednio przez zakrystię. Skromną architekturę korpusu nawowego i prezbiterium zdobi dekoracja rzeźbiarska. Kapitele filarów zdobią motywy roślinne, na ścianach wsporniki m.in. atlantów, błaznów, uosobień cnót i przywar, demonów etc. Na zwornikach m.in. płaskorzeźbione wizerunki Chrystusa, Marii i aniołów.

### Elewacja zachodnia
Zachodnia elewacja korpusu nawowego i przylegająca do niego kruchta z kaplicą cesarską charakteryzuje się obfitą dekoracją architektoniczno-rzeźbiarską. Do wysokości gzymsu wieńczącego architektura elewacji zachodniej nie różni się od pozostałych elewacji, powyżej zaś wznosi się bogato rozczłonkowany schodkowy szczyt, którego mur jest przysłonięty rzędami parzystych zamkniętych ostrołukowo arkadek wspartych na kolumienkach, które u góry wieńczą pinakle z kwiatonami. Pośrodku wznosi się czterokondygnacyjna, oktogonalna w planie, wieżyczka nakryta kopulastym hełmem. Smukłe, ostrołukowe, wnęki i okna wieżyczki mają w każdej kondygnacji różnorodny kształt. Wieżyczkę flankują ukośnie ustawione i wysunięte przed lico fasady fiale, przy których stoją na konsolach, pod baldachimami figurki proroków.

### Kruchta
Reprezentacyjna kruchta zbudowana jest na planie kwadratu. Każda ściana posiada portal, trzy z nich prowadzą na zewnątrz, jeden do nawy głównej. Wnętrze kruchty nakryte jest sklepieniem krzyżowo-żebrowym wspartym na narożnych służkach, na których (podobnie jak na żebrach sklepiennych) umieszczone są figurki aniołków, każda z nich stoi na konsoli pod baldachimem. Zwornik zdobi reliefowe przedstawienie koronacji Marii przez Jezusa. Bogata dekoracja architektoniczno-rzeźbiarska zdobi portal wejścia do nawy głównej. Na potrójnych, profilowanych ościeżach i znajdujących się powyżej archiwoltach, pełnoplastyczne przedstawienia świętych, na tympanonie dwie sceny:Pokłon Trzech Króli i Prezentacja Dzieciątka w świątyni. Na odwrocie (widzianym od nawy głównej) reliefy ze scenami Niesienia krzyża i Złożenia Chrystusa do grobu. Pozostałe trzy portale mają dekorację od strony zewnętrznej; przy czym górne część arkady (na wysokości tympanonu) są przeszklone, ozdobione wysublimowaną dekoracją maswerkową. Na ościeżach i archiwoltach pełnoplastyczne figury świętych. Portal zachodni jest dwudzielny; pośrodku znajduje się figura Marii jako Nowa Ewa z Dzieciątkiem jako Nowy Adam; po bokach ukazani w aktach Pierwsi Rodzice. Na ościeżach i archiwoltach wizerunki królów Izraela. W narożach kruchty usytuowano figury patronów diecezji bamberskiej i Norymbergi: świętych Henryka i Kunegundy oraz Wawrzyńca i Sebalda. Balustradę balkonu zdobi bogaty program heraldyczny ilustrujący ówczesny obraz Cesarstwa Rzymskiego, co ma związek z wydaną w 1353 roku, przez fundatora świątyni Karola IV Złotą Bullą, która odnowiła ustrój Rzeszy i sprawę wyboru cesarza, którego wybierało siedmiu elektorów Rzeszy:arcybiskupi Trewiru, Kolonii i Moguncji oraz król Czech, margrabia brandenburski, palatyn reński i książę Saksonii. Herby elektoratów oraz Rzymu ukazano w ukłonie heraldycznym ku usytuowanemu pośrodku herbowi z orłem cesarskim.

### Kaplica cesarska
Powyżej kruchty znajduje się balkon, który otacza kaplicę cesarską pw. Świętego Michała, która równolegle jest swego rodzaju emporą dla najwyższego władcy Rzeszy. Prowadzą do niej dwa ciągi spiralnych schodów, umieszczonych w oktogonalnych wieżyczkach flankujących kruchtę. Kaplica ma plan prostokąta o ściętych narożach od strony zachodniej, stąd część ta jest zamknięta poligonalnie - badacze interpretują to rozwiązanie przestrzenne jako odwołanie do westwerku, lub zachodniego chóru, gdzie podczas liturgii zasiadał cesarz z dworem. Od strony nawy głównej przestrzeń ta została wyróżniona balustradą i ostrołukową arkadą z wpisaną w nią niższą arkadą zamkniętą łukiem odcinkowym, który zdobią u dołu "zawieszone" arkadki z motywem stylizowanego trójliścia. Przestrzeń między tym łukiem a ostrym łukiem arkady wypełnia ażurowa dekoracja maswerkowa, którą tworzą trzy większe kręgi z wpisanymi w nie drobnymi trójliśćmi, dwoma większymi czworoliśćmi oraz pośrodku największym kręgiem, w który umieszczono pośrodku mniejszy krąg z czwórliściem wpisanym w kwadrat oraz wychodzące z niego ramiona w formie arkad tworzące stylizowany krzyż. Ściany pozostałych boków są przeprute niemal w całości wielkimi, ostrołukowymi oknami umieszczonymi w widocznych na zewnątrz arkadowych niszach. Ścianę elewacji wieńczy trójkątny szczyt, w obrębie jego mieści się XVI wieczny zegar z ruchomymi figurkami elektorów składających hołd cesarzowi.

## Wystrój wnętrza

### Ołtarz Tucherów
Pomimo licznych przebudów, zniszczeń związanych z reformacją, sekularyzacją i wojnami obecny wystrój kościoła jest bogaty w liczne dzieła sztuki, głównie średniowiecznej. Jednakże większość dzieł została wtórnie umieszczona w sakralny kontekst; zostały przeniesione z kościołów wyburzonych na początku XIX wieku, niektóre zabytki z kościoła Mariackiego znajdują się dziś w muzeach, głównie w pobliskim Germanisches Nationalmuseum.

### Rzeźby w prezbiterium
Przy służkach prezbiterium znajdują się XIV-wieczne kamienne figury Trzech Króli, Matki Bożej z Dzieciątkiem Jezus, Jana Chrzciciela, Jezusa jako Vir Dolorum, oraz patronów Czech: świętych Wacława i Ludmiły. W oknach prezbiterium zachowały się witraże, w tym umieszczone w środkowym oknie trzy kwatery sięgające początków kościoła: datowane na około 1360 ukazują Marię z Dzieciątkiem w asyście świętych Pawła i Krzysztofa. Pozostałe kwatery są późniejsze z XVI–XVII wieku, fundacje norymberskich patrycjuszy. U stóp okien znajduje się datowany na początek XVI wieku liczący zespół drewnianych figurek aniołów trzymających świeczniki. Zespół ten liczy 18 figurek podzielonych na trójpostaciowe grupki, twórca wywodzący się z pracowni Wita Stwosza każdemu aniołowi nadał indywidualne rysy. Inny charakter ma datowane na około 1505 rok stojące vis a vis na wysokości pierwszego przęsła prezbiterium figury Marii i Archanioła Gabriela tworzące scenę Zwiastowania.

### Ołtarz Tucherów
Dominantą wnętrza prezbiterium jest gotyckie retabulum ołtarza głównego znany jako Ołtarz Tucherów - datowane na około 1445 rok. Pochodzi ze zburzonego w 1816 roku augustiańskiego kościoła Świętego Wita. Fundacja jednego z najbogatszych rodów miasta - Tucherów, stąd nazwa. Czołowe dzieło nieznanego mistrza, w historiografii artystycznej określanego jako Mistrza Ołtarza Tucherów (Meister des Tucheraltar), któremu przypisuje się m.in. ołtarz w kaplicy Zapolyów w Spiskim Czwartku. Retabulum ma formę tryptyku, z malowanymi kwaterami, na złotym tle z wytłoczonymi ornamentami i płaskorzeźbionymi formami architektonicznymi typowymi dla gotyku (fiale, wimpergi, baldachimy) obramiające malowane kwatery. Część środkowa jest trójdzielna; ze scenami Zwiastowania Marii, Ukrzyżowania i Zmartwychwstania. Na bocznych skrzydłach pary świętych: Augustyna i jego matki Moniki oraz Pawła Pustelnika i Antoniego. Jest to odniesienie nie tylko do głównego patrona Augustianów i jego matki, lecz także do początków działalności monastycznej o charakterze pustelniczym.

### Dzieła Adama Kraffta
Przy arkadzie tęczowej oddzielającej prezbiterium od korpusu nawowego po północnej stronie znajduje się rzeźbione i polichromowane epitafium Rebecka ukazujące Koronację Marii przez Boga Ojca i Syna Bożego w asyście licznych aniołów. Dzieło to datowane jest na 1500 rok, autorem jest Adam Kraft. Tenże rzeźbiarz wykonał starsze o dwa lata, pochodzące z kościoła Augustianów epitafium rodu Pergenstorfferów ukazujące Koronację Marii, przy czym Maria ukazana została tu jako Mater misericordiae; przez symboliczny gest przysłonięcia postaci różnych stanów oraz fundatorów połaciami płaszcza zwanego opiekuńczym okazuje wstawiennictwo za ten patrycjuszowski ród.

### Inne zabytki
Do filarów nawy głównej przylegają dwa obrazy późnogotyckie obrazy epitafijne przedstawiające Zmartwychwstanie (z około 1440 roku) oraz podwójny wizerunek Archanioła Michała jako pogromcę zła (zabijający smoka) i sędziego (trzymającego wagę). Dzieło to datowane na rok 1489 łączone jest z warsztatem Michaela Wolgemuta. Zleceniodawcą epitafium był Michael Raffael.